# Lophaster furcifer
Lophaster furcifer is een zeester uit de familie Solasteridae. De wetenschappelijke naam van de soort werd in 1846 gepubliceerd door Magnus Wilhelm von Düben & Johan Koren.

## Beschrijving
Lophaster furcifer heeft 5 armen. Het dorsale skelet bestaat uit onregelmatig stervormige platen: de uitsteeksels van deze platen zijn met elkaar verbonden en vormen zo een rooster. Dit rooster draagt goed ontwikkelde paxillen, die hierdoor min of meer in rijen gerangschikt staan, De marginale paxillen zijn goed ontwikkeld en staan in 2 rijen. De adambulacrale platen dragen in de richting van de groeve ieder 3-4 stekels, langs de rand staat een rij van 4-5 stekels. De ventro-laterale stekels zijn slecht ontwikkeld, en soms afwezig. In arctische gebieden kan dit dier een grootte bereiken van ca 140 mm diameter, zuidelijker zelden meer dan 80 mm. De dorsale zijde is bruin-rood van kleur, de ventrale zijde is witachtig

## Verspreiding
Er zijn vondsten bekend van de Faeröer-eilanden; verder loopt het verspreidingsgebied van Stavanger aan de Noorse kust tot Spitsbergen en de Oost-Siberische Zee; van Groenland tot 40° NB langs de Amerikaanse kust. De dieptes waarop de soort voorkomt variëren van 30 tot 1350 meter, in modder, bij een temperatuur van ongeveer 0° C.